# シュヴァルツヴァルト
シュヴァルツヴァルト（ドイツ語: Schwarzwald）は、ドイツ・バーデン＝ヴュルテンベルク州に位置する森・山地。シュワルツワルトとも表記する。
総面積は約5180平方キロメートル。「シュヴァルツヴァルト」とは、ドイツ語で「黒い森」を意味する。森の多くは植林されたドイツトウヒの木であり、「黒い森（シュヴァルツヴァルト）」という名称も、密集して生えるトウヒの木によって、暗く（黒く）見えることがその由来である。その他、低地においてはオークやブナも生えており、草地も点在している。

## 地理
ドイツ南西部のバーデン地方に属し、北はバーデン＝バーデン、東はシュトゥットガルト、南はフライブルク、西はライン川の流れを挟んでフランス中東部のアルザス地方（アルザス＝ロレーヌ）との国境にある。
南北は約160キロメートルに及ぶ。一番高い箇所は、フェルトベルク（Feldberg）の山頂で、海抜1,493メートルである。ドナウ川、ネッカー川などの多くの河川がシュヴァルツヴァルトを水源地とする。地質学的には、この森は片麻岩を基盤として砂岩がその上に覆いかぶさった地面から構成される。

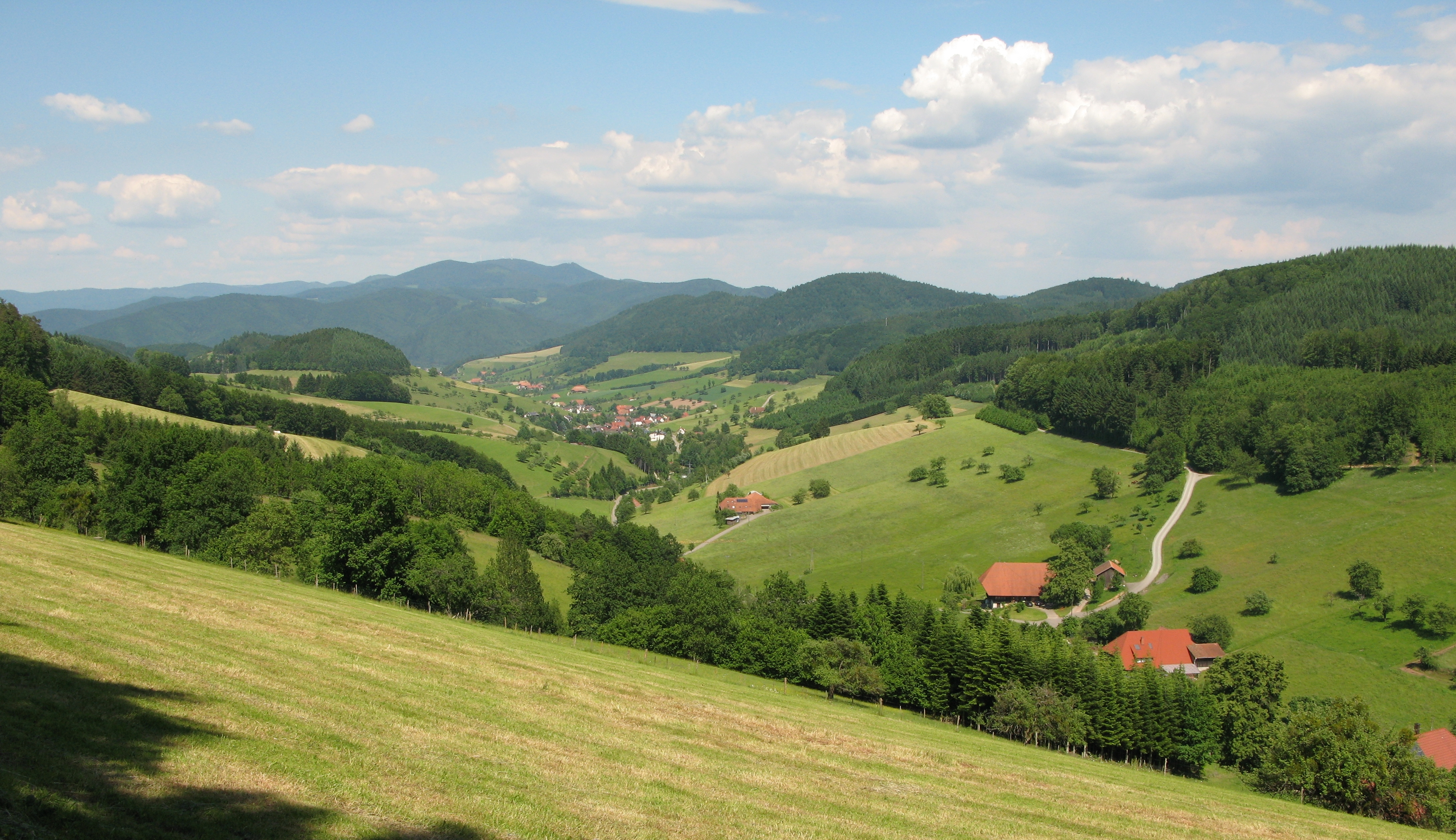
シュヴァルツヴァルトの典型的な郊外風景

### 主要な山
- フェルトベルク（Feldberg 1,493 m）
- ゼーブック（Seebuck 1,448 m）
- ヘルツォーゲンホルン（Herzogenhorn 1,415 m）
- ベルヒェン（Belchen 1,414 m）
- トーター・マン（Toter Mann 1,321 m）
- シュピースホルン（Spießhorn 1,349 m）
- ベーアハルデ（Bärhalde 1,317 m）
- ブレースリング（Blößling 1,309 m）
- シャウインスラント（Schauinsland 1,284 m）
- ハープスベルク（Habsberg 1,274 m）
- ヴィースヴァルトコップフ（Wieswaldkopf 1,270 m）
- ホーホコップフ（Hochkopf 1,263 m）

## 歴史
シュヴァルツヴァルトはフランスに隣接しておりフランスの政治的影響が強く、他のドイツ諸邦とは異なる慣習や伝統的法体系を形成してきた。
シュヴァルツヴァルトでは紀元前4000年頃の居住跡が考古学的に発見されている。紀元前800年の鉄器時代頃にはケルト人の入植があり、「アブノバ神の山」（ラテン語: Abnoba mons）と呼ばれた。また、その後にスエビ族がスワビア国を建国した場所でもある。
ガイウス・ユリウス・カエサルのガリア戦争における勝利により、ガリア・ゲルマニアが征服されローマの版図に加えられ、キンジグ川周りの要路が開発されたが、入植者はローマ人ではなくアレマン人であった。古代末期には「マルキアヌスの森」（Silva Marciana）と呼ばれ、ローマ帝国の領域とその西側のマルコマンニの領域との境界とされていた。ただ、深い森に覆われ高地で冬季には厳寒となるシュヴァルツヴァルトは啓開の範囲から外れ、東方のハイデンハイムがリメスの後背地として選択された。
7世紀にベネディクト会の修道士により修道院が築造されたことで徐々に定住が進んだが、司教領には含まれなかった。銀と鉄の鉱物資源が発見されたことで鉱業が栄え、神聖ローマ帝国時代の10世紀の終わりから11世紀にかけてはさらに修道院による定住が行われ、聖ペーター、聖メルゲン、聖ブラージェンらの修道院が設立された。11世紀にツェーリンゲン家の勢力が伸張したが、その衰退と共に多くの封建領主の支配に服することになった。18世紀初頭のスペイン継承戦争では周辺地域がフランス軍とドイツ軍の係争地となった。
18世紀末から19世紀初頭のナポレオンの時期にバーデン辺境伯カール・フリードリヒがバーデン地方を統一し、1806年にバーデン大公国を成立させた。
バーデン大公国は1919年3月21日に国民議会によって憲法が制定され、バーデン共和国となった。第二次世界大戦後、アメリカとフランスにより分割占領された。

## 経済

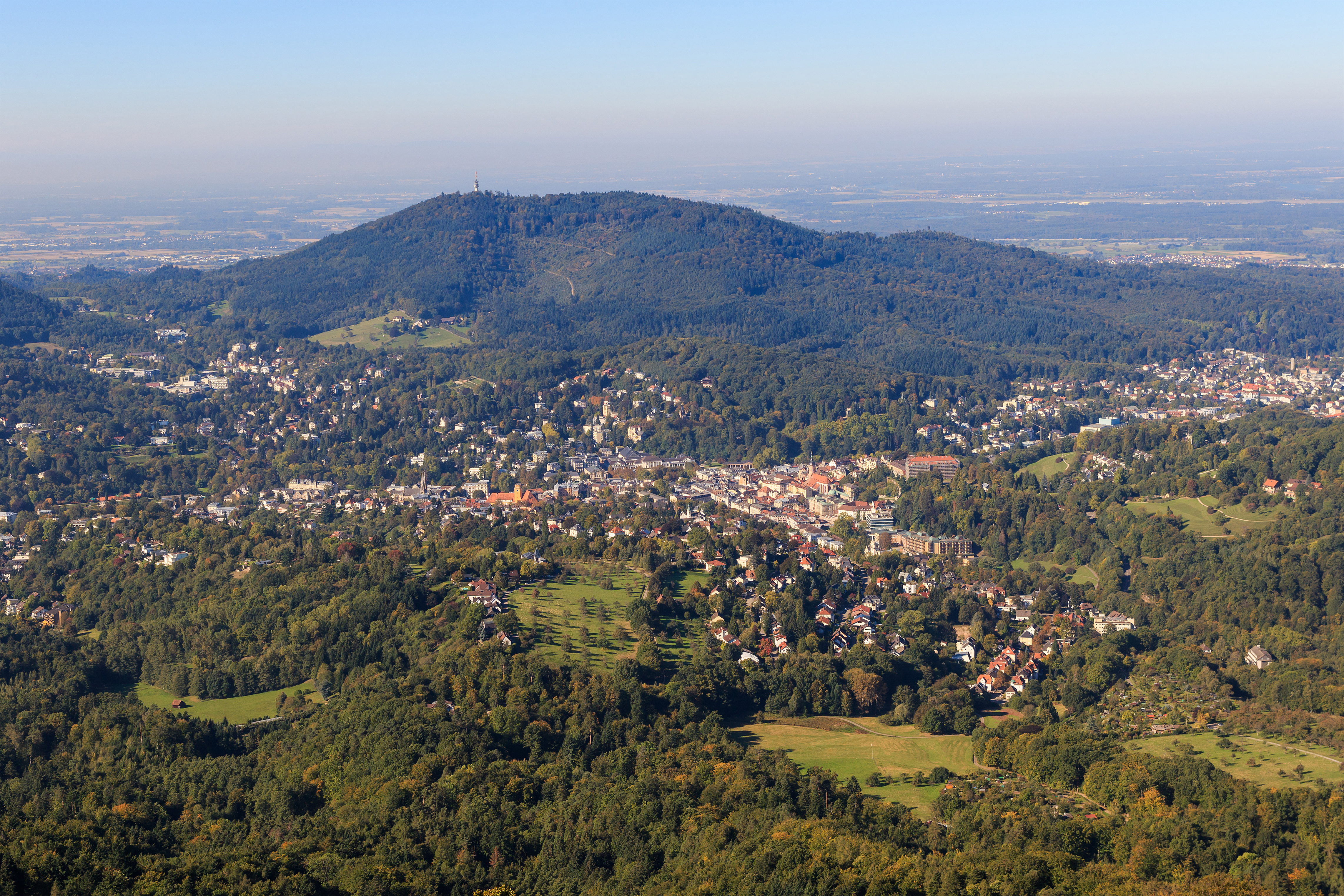
バーデン＝バーデン

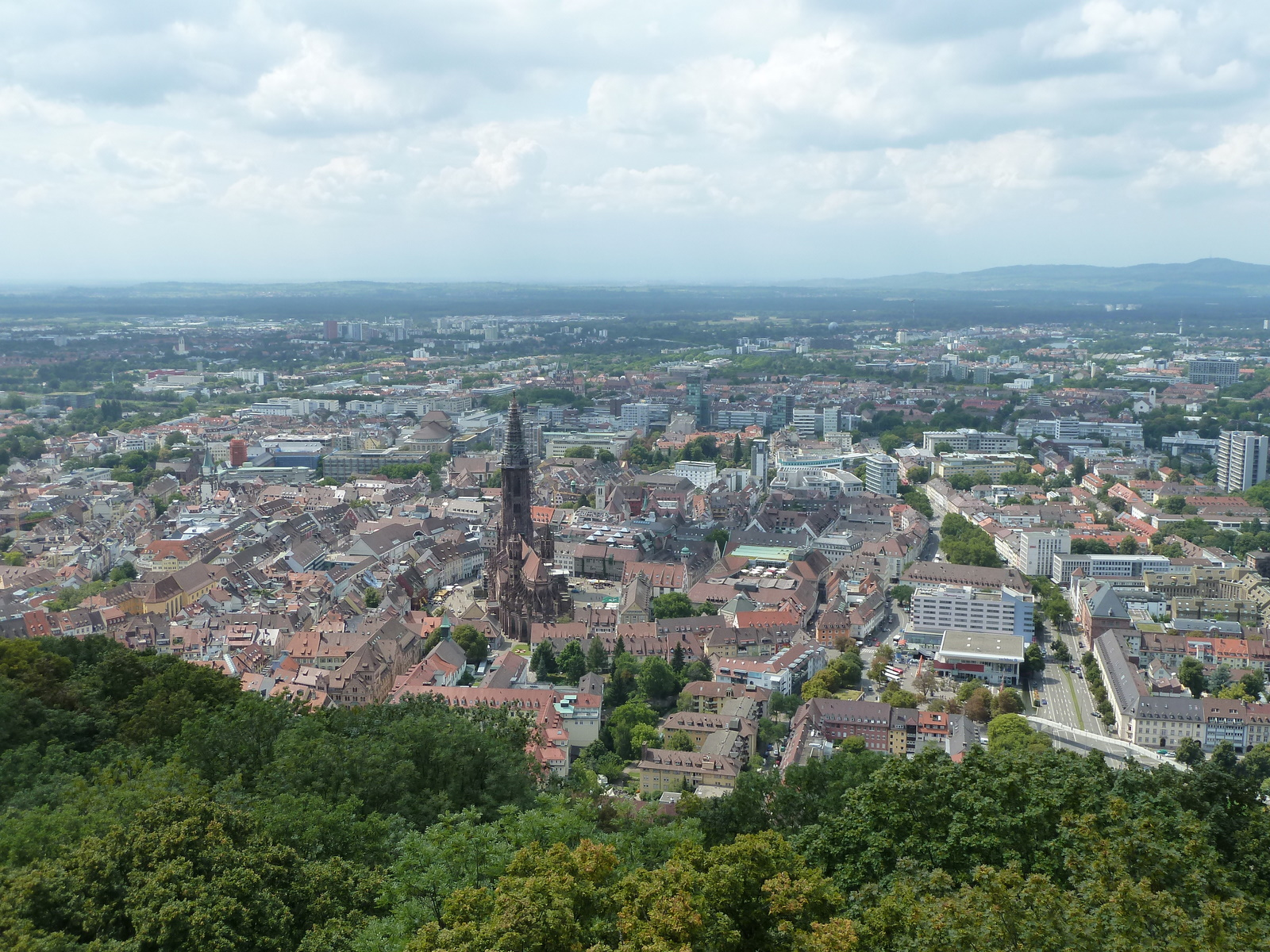
フライブルク・イム・ブライスガウ

林業・観光業が発展している。18世紀には造船産業の中心地であったオランダに向けて船材用の丸太が輸出されていた。シュヴァルツヴァルトのいくつかの町では、春を祈願した古ゲルマンの祭典である「愚者のパレード」が行われ、多くの観光客を集める。鳩時計（郭公時計）、おもちゃの製造などの精密産業でも知られる。これらの産業は、厳しい冬の降雪期に屋内で作業を行えることから発展していったと考えられ、フルトヴァンゲンにあるドイツ時計博物館では、時計産業と時計職人の歴史が紹介されている。
シュヴァルツヴァルトの代表的な都市としては、シュヴァルツヴァルト西部沿いに北部の温泉保養地として知られるバーデン＝バーデン、中南部で大学都市でドイツの環境首都でもあるフライブルク・イム・ブライスガウなどが挙げられる。東部沿いの都市では、バーデン＝バーデンの東にあたるカルフは、ヘルマン・ヘッセの出身地として知られる。カルフはヘッセの博物館があるほか、『車輪の下』など彼の代表作の中でも描かれている。ライン川沿いのオッフェンブルクから、シュヴァルツヴァルトに入り、フィリンゲン、ドナウエッシンゲンを経由して、スイス国境沿いのコンスタンツまで鉄道が走っている。
他にも、ハイキングやサイクリング、乗馬、クロスカントリー・スキーなどの野外スポーツには格好の場所でもあり、高原は農業や牛の飼育に適する。
特産品として、燻製ハムのシュヴァルツヴェルダー・シンケンや、サクランボから作られた蒸留酒であるキルシュヴァッサーがある。

## 環境問題
シュヴァルツヴァルトの森の樹木は約80%がモミとトウヒであり、成長が早いこと、牧草地跡があることで拡大しつつある。多くの自然保護区、鳥類保護区があり、巨大ミミズ（Lumbricus badensis）、ヨーロッパオオライチョウ（Tetrao urogallus）、オオカミ（Canis lupus）など希少な動物種がいる。ほかにはヨーロッパビーバー、オオヤマネコ、ヤマネコ、シトロンヒワ、ボネリームシクイ、タヒバリ、ヨーロッパビンズイも生息している。
第二次世界大戦後、酸性雨の被害によって、多くのシュヴァルツヴァルトの木々が枯死した。こうした状況を受けて、バーデン＝ヴュルテンベルク州や、同州に属するフライブルクやカールスルーエなどの都市で、環境問題への本格的な取り組みが進んでいった。1980年代以降、緑の党と称される環境政党が台頭したこともこの動きを促進した。
2016 年、森の約 64,000ヘクタールの面積が生物圏保護区のシュヴァルツヴァルトとして宣言され、2017年6月にはユネスコによって承認された。